# Postmodern Jukebox

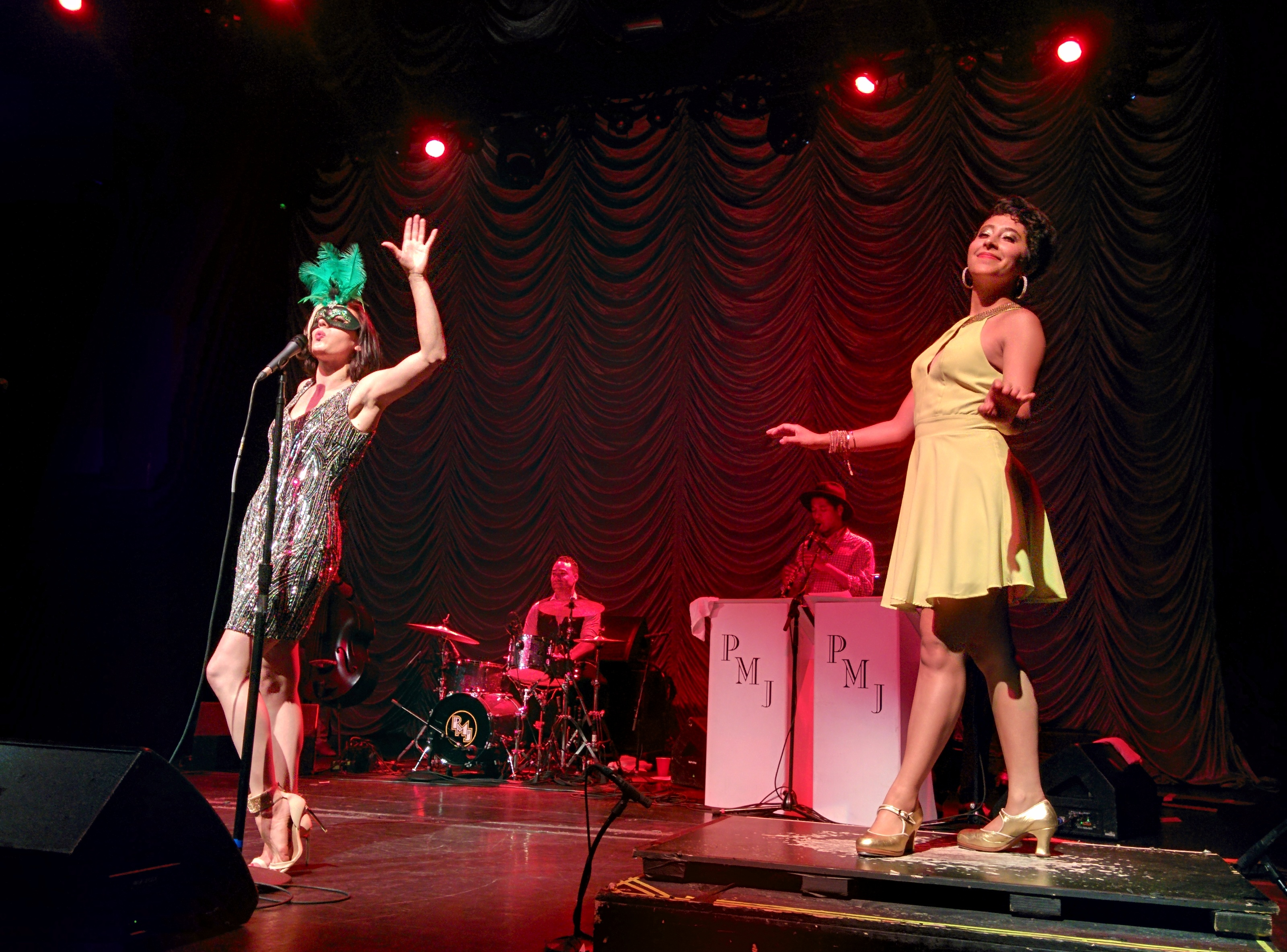
Ariana Savalas et Sarah Reich sur scène avec Postmodern Jukebox en 2015.

Postmodern Jukebox (PMJ) est un ensemble musical américain créé par le pianiste et arrangeur Scott Bradlee en 2011. Ce dernier réarrange des musiques modernes populaires dans des styles musicaux vintages, notamment de la première partie du XXe siècle, tels que le swing, le jazz ou la soul. Les chansons sont interprétées par un ou plusieurs vocalistes accompagnés de musiciens, puis publiées en vidéo sur la plateforme YouTube, où PMJ compte plus de 5,48 millions d'abonnés en décembre 2021.

## Histoire
Scott Bradlee, alors jeune pianiste de jazz, déménage à New York en 2006 pour essayer de se faire connaître, ce qu'il parvient à faire trois ans plus tard avec un medley de chansons des années 1980 réarrangé façon ragtime, qu'il publie sur le web. En 2011, il crée Postmodern Jukebox ; les enregistrements se déroulent alors dans son appartement dans le quartier d'Astoria.
En 2014, PMJ et Scott Bradlee déménagent à Los Angeles.
En 2017, le collectif a enregistré et publié environ 200 chansons et compte 2 millions d'abonnés sur YouTube. À cette date, il a également publié treize albums.

## Composition

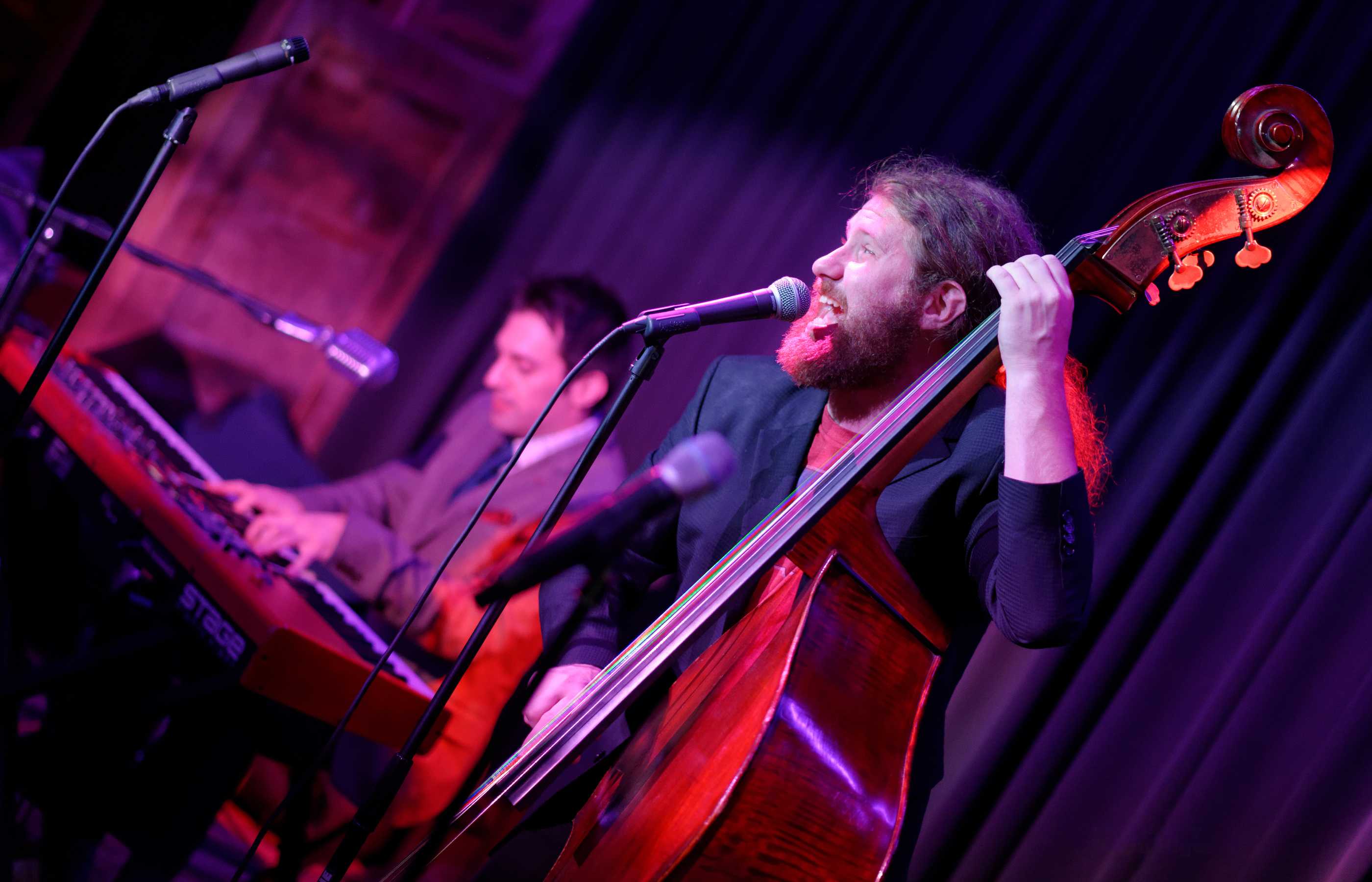
Casey Abrams et Scott Bradlee sur scène pour Postmodern Jukebox, à Los Angeles, en novembre 2014.

L’arrangement des titres contemporains est assuré par le fondateur du collectif, Scott Bradlee. Les artistes, chanteurs comme musiciens, varient d'une chanson à l'autre, mais sont souvent des collaborateurs réguliers de Postmodern Jukebox. En 2017, PMJ comptait environ 70 musiciens récurrents.

## Tournées
PMJ effectue des tournées depuis au moins 2014 ; en 2016 et les années suivantes, le groupe assure des tournées à l'étranger,.

## Discographie
| Année | Album                                              |
| ----- | -------------------------------------------------- |
| 2013  | Introducing Postmodern Jukebox (EP)                |
| 2014  | Twist is the New Twerk                             |
| 2014  | Clubbin' With Grandpa                              |
| 2014  | Saturday Morning Slow Jams                         |
| 2014  | Historical Misappropriation                        |
| 2014  | A Very Postmodern Christmas                        |
| 2015  | Selfies on Kodachrome                              |
| 2015  | Emoji Antique                                      |
| 2015  | Swipe Right For Vintage                            |
| 2015  | Top Hat On Fleek                                   |
| 2016  | PMJ And Chill                                      |
| 2016  | Swing the Vote                                     |
| 2016  | Squad Goals                                        |
| 2016  | The Essentials                                     |
| 2017  | 33 Resolutions Per Minute                          |
| 2017  | Fake Blues                                         |
| 2017  | New Gramophone, Who Dis?                           |
| 2017  | The New Classics (Recorded Live!)                  |
| 2018  | Jazz Me Outside Pt. 1                              |
| 2018  | Jazz Me Outside Pt. 2                              |
| 2018  | Learn To Floss in 3 Easy Steps                     |
| 2018  | Blue Mirror                                        |
| 2018  | The Essentials II                                  |
| 2019  | Sepia Is The New Orange                            |
| 2019  | Jazz Age Thirst Trap                               |
| 2019  | Throwback Clapback                                 |
| 2020  | BACK When When They Call It Music: The '90s, Vol.1 |
| 2020  | Postmodern Jukebox at the Piano (Piano Version)    |
| 2020  | OK Crooner                                         |
| 2021  | The Essentials III                                 |
| 2022  | OldieFans                                          |
| 2023  | The Fourth Tuning                                  |